# Tracy Jackson
Tracy Cordell Jackson (Rockville, Maryland, 21 de abril de 1959) es un exjugador de baloncesto estadounidense que disputó tres temporadas en la NBA y una más en la USBL. Con 1,98 metros de altura, lo hacía en la posición de alero.

## Trayectoria deportiva

### Universidad
Tras haber disputado en el año 1977, en su época de high school el prestigioso McDonald's All American, jugó durante cuatro temporadas con los Fighting Irish de la Universidad de Notre Dame, en las que promedió 11,3 puntos y 5,0 rebotes por partido.

### Profesional
Fue elegido en la vigésimo quinta posición del Draft de la NBA de 1981 por Boston Celtics, pero apenas contó para su entrenador, Bill Fitch, que lo alineó únicamente en 11 partidos, en los que promedió 2,4 puntos y 1,1 rebotes por partido, antes de ser traspasado a Chicago Bulls.
En los Bulls adquirió un poco más de protagonismo, llegando incluso a ser titular en tres ocasiones en la temporada 1982-83, la mejor de su carrera a efectos estadísticos, promediando 6,3 puntos y 2,3 rebotes por partido. Pero a pesar de ello fue despedido antes del comienzo de la siguiente temporada.
Tras unos meses buscando equipo, en enero de 1984 ficha como agente libre por Indiana Pacers, pero su paso por el equipo fue efímero, ya que solo disputó 2 partidos en los que anotó 6 puntos.
Trató de seguir jugando al baloncesto al año siguiente, pero ya en una liga menor, la USBL con los Springfield Fame, donde permaneció una temporada antes de retirarse, ganando el título de campeones.

## Estadísticas de su carrera en la NBA

### Temporada regular
| Temporada | Edad | Equipo         | Liga | P   | TIT | MIN  | TC  | TCA | %TC  | 3P  | 3PA | %3P  | TL  | TLA | %TL   | R.OF. | R.DEF. | REB | ASIS | ROB | TAP | PER | FP  | PTS |
| 1981-82   | 22   | TOTAL          | NBA  | 49  | 0   | 9.8  | 1.6 | 3.5 | .459 | 0.0 | 0.0 |      | 0.8 | 1.0 | .776  | 0.7   | 0.6    | 1.3 | 0.6  | 0.3 | 0.1 | 0.5 | 1.0 | 4.0 |
| 1981-82   | 22   | Boston Celtics | NBA  | 11  | 0   | 6.0  | 0.9 | 2.4 | .385 | 0.0 | 0.0 |      | 0.5 | 0.9 | .600  | 0.6   | 0.5    | 1.1 | 0.5  | 0.3 | 0.0 | 0.5 | 0.5 | 2.4 |
| 1981-82   | 22   | Chicago Bulls  | NBA  | 38  | 0   | 10.8 | 1.8 | 3.8 | .473 | 0.0 | 0.0 |      | 0.8 | 1.0 | .821  | 0.7   | 0.6    | 1.3 | 0.6  | 0.3 | 0.1 | 0.5 | 1.1 | 4.5 |
| 1982-83   | 23   | Chicago Bulls  | NBA  | 78  | 3   | 16.8 | 2.6 | 5.5 | .467 | 0.0 | 0.2 | .154 | 1.2 | 1.6 | .730  | 1.1   | 1.2    | 2.3 | 1.3  | 0.8 | 0.1 | 1.1 | 1.7 | 6.3 |
| 1983-84   | 24   | Indiana Pacers | NBA  | 2   | 0   | 5.0  | 0.5 | 2.0 | .250 | 0.0 | 0.0 |      | 2.0 | 2.0 | 1.000 | 0.5   | 0.0    | 0.5 | 0.0  | 0.0 | 0.0 | 0.5 | 1.5 | 3.0 |
| Total     |      |                | NBA  | 129 | 3   | 13.9 | 2.2 | 4.7 | .463 | 0.0 | 0.1 | .154 | 1.0 | 1.4 | .749  | 1.0   | 0.9    | 1.9 | 1.0  | 0.6 | 0.1 | 0.8 | 1.4 | 5.4 |